# Жаксылык (городище)
Жаксылык (каз. Жақсылық) — средневековое городище в 55 км к северо-востоку от города Талгар в Алма-Атинской области. Историческое название не установлено. В 1967—1969 археологические раскопки вела экспедиция под руководством К. Байпакова. Городище в плане четырёхугольное, огорожено оградой высотой 2 метра, шириной 6—7 м, по углам которой располагались сторожевые вышки. На юго-востоке — ворота. Вокруг городища — рвы глубиной 0,5 м, шириной 4 м. Судя по культурным слоям, город отстраивался несколько раз. Найденные во время раскопок предметы (монеты, фрагменты посуды и др. изделия) свидетельствуют о том, что в X—XIII веках Жаксылык был крупным торговым городом в Семиречье. В одном из захоронений найдено печатное кольцо из бронзы, где на древнетюркском языке выгравированы слова: «Преклонив колено, поклонись, трус».